# Bankguthaben
Bankguthaben (auch Bankeinlagen oder Depositen) ist der umgangssprachliche Sammelbegriff für Forderungen von Nichtbanken gegenüber Kreditinstituten. Es ist Buchgeld auf Bankkonten, das jederzeit in Bargeld umgewandelt oder für Geldanlagen oder den Zahlungsverkehr verwendet werden kann.

## Allgemeines
Aus der Sicht des Bankkunden handelt es sich um Guthaben. Vom Guthabenbegriff werden bei Kreditinstituten Sichteinlagen, befristete Einlagen und Spareinlagen erfasst. Es handelt sich um unverbriefte Einlagen, so dass Sparbriefe nicht dazu gehören. Je nach Kontoart unterscheidet man zwischen Kontoguthaben auf Giro-, Tagesgeld-, Termingeld- oder Sparkonten. Bankguthaben sind Buchgeld, das bestimmt und geeignet ist, für Zahlungsverkehrszwecke oder Sparzwecke verwendet zu werden. Buchgeld kann durch Barauszahlung in Bargeld verwandelt werden, Bargeld durch Bareinzahlung in Bankguthaben.

## Rechtsgrundlagen
Nach § 1 Abs. 1 Satz 2 Nr. 1 KWG gehört die gewerbsmäßige Annahme fremder Gelder als Einlagen oder anderer unbedingt rückzahlbarer Gelder des Publikums, sofern der Rückzahlungsanspruch nicht in Inhaber- oder Orderschuldverschreibungen verbrieft wird, ohne Rücksicht darauf, ob Zinsen vergütet werden (Einlagengeschäft), zu den erlaubnispflichtigen Bankgeschäften. Damit wird die Annahme fremder Gelder geschützt und unter die Erlaubnispflicht durch die Bankenaufsicht BaFin gestellt. Nach § 37 KWG kann die BaFin die sofortige Einstellung des Geschäftsbetriebs und die Rückabwicklung von Bankgeschäften anordnen, wenn die Geschäfte ohne Erlaubnis betrieben werden. Aus diesem Grunde dürfen nur Kreditinstitute Bankguthaben annehmen, wobei sich die ihnen erteilte Erlaubnis ausdrücklich hierauf beziehen muss. Die BaFin hat genaue Auslegungshinweise zum Einlagengeschäft als Bankgeschäft erlassen. Danach sind Gelder als „rückzahlbar“ anzusehen, wenn ein zivilrechtlicher Anspruch auf ihre Rückzahlung besteht (beispielsweise als Darlehen nach § 488 Abs. 1 BGB). Nach ständiger Verwaltungspraxis der BaFin fallen Gelder von „institutionellen Anlegern“, namentlich von Kreditinstituten, Kapitalanlagegesellschaften sowie im Inland lizenzierten Versicherungsunternehmen nicht unter den Begriff des „Publikums“. Ein Unternehmen nimmt dann fremde Gelder als „Einlagen“ entgegen, wenn von einer Vielzahl von Geldgebern auf der Grundlage typisierter Verträge darlehens- oder in ähnlicher Weise laufend Gelder entgegengenommen werden, die ihrer Art nach nicht banküblich besichert sind. Einlagen sind jedenfalls solche fremden Gelder, die an Unternehmen von mehreren Geldgebern, die keine Kreditinstitute sind, zur unregelmäßigen Verwahrung, als Darlehen oder in ähnlicher Weise ohne Bestellung banküblicher Sicherheiten und ohne schriftliche Vereinbarung im Einzelfall laufend zur Finanzierung des auf Gewinnerzielung gerichteten Kreditgeschäfts entgegengenommen werden. Von einem Umfang, der einen in kaufmännischer Weise eingerichteten Geschäftsbetrieb erfordert, wird beim Einlagengeschäft in ständiger Verwaltungspraxis ausgegangen, wenn
- der Einlagenbestand bei mehr als fünf Einzelanlagen die Summe von 12.500 € überschreitet oder
- unabhängig von der Summe des Einlagenbestands mehr als 25 Einzeleinlagen bestehen.

Bei der Anlage oder Entstehung eines Bankguthabens wird – meist konkludent – ein schuldrechtlichter Vertrag in Form eines Darlehensvertrags gemäß § 488 BGB oder ein unregelmäßiger Verwahrungsvertrag gemäß § 700 Abs. 1 BGB (auch als „uneigentliche Verwahrung“ oder „depositum  irregulare“ bezeichnet) geschlossen. Die rechtliche Einordnung eines Bankguthabens als Darlehen oder uneigentliche Verwahrung hängt davon ab, ob ein „überwiegendes Verwahrinteresse“ des Kunden oder eine Geldanlage im Vordergrund stehen. Bankguthaben entstehen im überwiegenden Interesse des Bankkunden. Diese rechtliche Unterscheidung hat keine praktische Auswirkung, weil die uneigentliche Verwahrung im Falle der Bankguthaben als Darlehen angesehen wird.
Während ein Habensaldo des Bankkunden eine Forderung aus unregelmäßiger Verwahrung nach § 700 BGB darstellt, ist der Sollsaldo eine Darlehensverbindlichkeit im Sinne des § 488 BGB. Ein- und Barauszahlungen auf das Girokonto sind daher in aller Regel auch Akte zur Begründung oder Erfüllung der genannten Schuldverhältnisse oder einzelner Pflichten aus ihnen. Bei kreditorischen Girokonten stellen Barauszahlungen die Rückgabe des für den Kunden verwahrten (§ 688 BGB) und Bareinzahlungen die Hingabe des zu verwahrenden Geldes dar (§ 700 BGB); bei debitorischen Konten sind Barauszahlungen als Kreditauszahlungen, Bareinzahlungen als Kreditrückzahlungen anzusehen (§§ 488 ff. BGB). Bei Guthaben hat der Kunde einen Auszahlungsanspruch. Es ist das Rückforderungsrecht im Sinne der unregelmäßigen Verwahrung (§§ 700 Abs. 1 Satz 3, § 695 Satz 1 BGB). Sichteinlagen sind eine Holschuld, so dass Leistungsort die Schalterhalle der kontoführenden Bankfiliale ist. Obwohl es Geldschulden sind, gilt § 270 Abs. 1 BGB über die Schickschulden für Sichteinlagen nicht, sondern nur für Termin- und Spareinlagen, weil sie als Darlehen (§ 488 BGB) zu qualifizieren sind.
Die EU-Richtlinie über Einlagensicherungssysteme versteht in Art. 2 Abs. 1 Nr. 3 darunter „ein Guthaben, das sich aus auf einem Konto verbliebenen Beträgen oder aus Zwischenpositionen im Rahmen von normalen Bankgeschäften ergibt und vom Kreditinstitut nach den geltenden gesetzlichen und vertraglichen Bedingungen zurückzuzahlen ist, einschließlich einer Festgeldeinlage und einer Spareinlage“. Bankguthaben bilden neben Bargeld und Guthaben auf Girokonten bei der Deutschen Bundesbank eine dritte Form des Geldes im Rechtssinne. Denn durch Überweisung, Lastschrift und Zahlungskarten tritt die Erfüllung von Schuldverhältnissen durch Gutschrift beim Gläubiger ein (Leistung an Erfüllungs Statt).

## Arten und Abgrenzungen
Bankrechtlich werden die Bankguthaben nach ihrer Befristung und damit nach ihrer Verfügbarkeit unterschieden. Anlageformen wie Spareinlagen oder Spar(kassen)briefe und Spar(kassen)obligationen werden nicht zu den Bankguthaben im engeren Sinne gerechnet. Insbesondere Sparkassenbriefe und Spar(kassen)obligationen gehören bankaufsichtsrechtlich nicht zum Einlagengeschäft nach obiger Legaldefinition.

### Übersicht
Die klassischen zinstragenden Finanzprodukte auf dem Bankenmarkt teilen sich wie folgt ein:
| Produktgruppe       | Finanzprodukt              | Laufzeit / Kündigungsfrist          | Habenzinsart                           |
| ------------------- | -------------------------- | ----------------------------------- | -------------------------------------- |
| Sichteinlagen       | Girokonto, Tagesgeldkonto  | täglich fällig                      | variabler Zins                         |
| befristete Einlagen | Termingeld, Kündigungsgeld | 1 Monat bis 12 Monate               | Festzins                               |
| Spareinlagen        | Sparkonto, Prämiensparen   | mindestens 3 Monate und unbefristet | variabler Zins (Spareckzins), Festzins |

Alle hier aufgeführten Produktgruppen einschließlich Termingelder gehören zum Einlagengeschäft der Kreditinstitute. Flexibelstes Finanzprodukt ist das Girokonto. Weist es einen Habensaldo auf, gehört es zum Einlagengeschäft, bei einem Sollsaldo liegt ein Kreditgeschäft vor.

### Sichteinlagen
Ist keine Befristung vereinbart oder sind die Geldanlagen jederzeit für den Bankkunden verfügbar oder liegt die Laufzeit bzw. Kündigungsfrist unter einem Monat, spricht man von Sichteinlagen, auch täglich fällige Einlagen  genannt. Sie entstehen banküblich auf Girokonten oder werden auf spezifischen Tagesgeldkonten verbucht. Der Bankkunde kann hierüber jederzeit verfügen, ohne dies dem Kreditinstitut vorher anzeigen zu müssen. Sie dienen sowohl dem Zahlungsverkehr als auch einer Reserve für unerwartete Liquiditätsengpässe beim Bankkunden. Erfahrungsgemäß wird jedoch über einen Teil der Sichteinlagen nicht verfügt und bleibt als Bodensatz als längerfristige Geldanlage auf den Konten. Weil diese Anlageform jederzeit disponibel ist, wird sie von Kreditinstituten nicht oder nur sehr gering verzinst. Der Zins wird Habenzins genannt, der – wie das Niedrigzinsniveau gezeigt hat – auch ein Negativzins sein kann.

### Befristete Einlagen
Bei befristeten Einlagen hingegen wurde vor ihrer Entstehung eine Vereinbarung mit dem Kreditinstitut getroffen, wonach die Laufzeit oder Kündigungsfrist mindestens einen Monat betragen soll. Während dieses Zeitraumes ist eine vorzeitige Verfügung über befristete Einlagen meist nicht zulässig oder wird mit Strafzinsen bedroht. Zu den befristeten Einlagen gehören Festgelder, für die eine bestimmte Laufzeit von mindestens einem Monat vereinbart wird, sowie Kündigungsgelder, bei denen eine Kündigungsfrist von mindestens einem Monat vereinbart wird. Während über Festgelder nach Ablauf der Anlagefrist verfügt werden kann, muss der Bankkunde bei Kündigungsgeldern erst den Ablauf der Kündigungsfrist abwarten. Allgemein werden die befristeten Einlagen zu den Bankguthaben gerechnet.

### Interbankguthaben
Im Interbankenhandel unterhalten Kreditinstitute oft bilaterale gegenseitige Kontoverbindungen, auf denen auch Guthaben vorhanden sein können. Nostroguthaben stellen Guthaben auf dem Konto der kontoführenden Bank (Nostrokonto) bei anderen, auch ausländischen Instituten (Korrespondenzbanken) dar. Sie entstehen „im Verkehr mit befreundeten Instituten als Guthabensalden aus dem laufenden Geschäftsverkehr oder durch freiwillige Einlagen von zeitweise überschüssigen Betriebsreserven“. Entsprechend sind Loroguthaben aus Sicht der bilanzierenden Bank Forderungen gegenüber anderen Kreditinstituten „infolge einer Überziehung des Lorokontos bzw. eines nachgesuchten Kredits“.

## Bilanzierung
Nach § 266 Abs. 2 B IV HGB sind Bankguthaben bei bilanzierenden Nichtbanken als „Guthaben bei Kreditinstituten“ zu aktivieren. Zudem gilt für Bankguthaben und Bankverbindlichkeiten ein Saldierungsverbot gemäß § 246 HGB. Handelsrechtlich gehören Bankguthaben zum Umlaufvermögen, das dem Betrieb als Liquiditätsreserve und kurzfristige Geldanlage dient. Bei einer Inventur werden Kontoauszüge als Nachweis der unterhaltenen Bankguthaben herangezogen.
Bei Kreditinstituten sind Guthaben gemäß der Kreditinstituts-Rechnungslegungsverordnung (RechKredV) als Verbindlichkeiten gegenüber Kreditinstituten (§ 21 Abs. 1 RechKredV) oder Verbindlichkeiten gegenüber Kunden (§ 21 Abs. 2 RechKredV) in der Bankbilanz zu passivieren. Im Rahmen der Barreserve dürfen Kreditinstitute als Guthaben nach § 12 Abs. 2 RechKredV nur täglich fällige Guthaben und Fremdwährungsguthaben aktivieren, die sie bei Zentralbanken unterhalten. Andere Guthaben wie Übernachtguthaben im Rahmen der Einlagefazilität der Deutschen Bundesbank sowie Forderungen an die Deutsche Bundesbank aus Devisenswapgeschäften, Wertpapierpensionsgeschäften und Termineinlagen sind im Posten „Forderungen an Kreditinstitute“ (Aktivposten Nr. 3) auszuweisen. Spareinlagen werden nach § 21 Abs. 4 RechKredV hiervon getrennt ausgewiesen.

## Pfändbarkeit
Allgemein sind Bankguthaben abtretbar, verpfändbar und pfändbar. Das Kreditinstitut darf jedoch gemäß § 835 Abs. 3 Satz 2 ZPO innerhalb von zwei Wochen nach Zustellung weder an den Kontoinhaber noch an den Pfändungsgläubiger leisten. Innerhalb dieser Frist hat der Kontoinhaber die Möglichkeit, nach § 850k ZPO eine Freigabe des pfändungsfreien Teiles seines im Bankguthaben verrechneten Einkommens zu erwirken. Bankguthaben unterliegen deshalb einem gewissen Pfändungsschutz. Absoluter Pfändungsschutz wird nach § 850k ZPO auf das Guthaben eines P-Kontos gewährt. Auf welchen Gutschriften das Bankguthaben des Schuldners beruht, spielt für den Pfändungsschutz keine Rolle. Zur Sicherung der persönlichen Lebensgrundlage des Schuldners kann dieser monatlich über sein Guthaben auf einem als Pfändungsschutzkonto geführten Girokonto bis zur Höhe des Freibetrags nach § 850c Abs. 1 Satz 1 ZPO in Verbindung mit § 850c Abs. 2a ZPO verfügen; insoweit wird das Guthaben von der Pfändung nicht erfasst (§ 850k Abs. 1 Satz 1 ZPO).

## Mindestreserve
Bankguthaben werden in ihrer Form als Sichteinlagen und befristete Einlagen neben den Spareinlagen für die Berechnung der Mindestreserve herangezogen. Sämtliche Zentralbankguthaben, die über dem Mindestreservesoll liegen, stellen einen Reserveüberschuss dar. Bankguthaben von Nichtbanken sind nach Veröffentlichungen der Bank of England (2014) und der Deutschen Bundesbank (2017) keine Quelle der Giralgeldschöpfung.

## Bestandteil der Geldmenge
Das von der Bundesbank und anderen ausländischen Zentralbanken ermittelte makroökonomische Aggregat der Geldmenge besteht in seiner Ausprägung {\displaystyle M1} aus dem Bargeldumlauf sowie den Sichteinlagen inländischer Nichtbanken bei inländischen Kreditinstituten, erfasst mithin die Bankguthaben mit Laufzeit oder Kündigungsfrist von weniger als einem Monat. {\displaystyle M2} wiederum erfasst {\displaystyle M1} und Termingelder inländischer Nichtbanken bei inländischen Kreditinstituten.

## Tod des Anlegers
Bankguthaben müssen beim Tod des Anlegers von der Bank dem für die Erbschaftsteuer zuständigen Finanzamt angezeigt werden (§ 33 ErbStG). In diesem Falle kann die Bank von demjenigen, der über das Bankguthaben verfügen will, verlangen, dass ein Erbschein, ein Testamentsvollstreckerzeugnis oder eine Ausfertigung bzw. eine beglaubigte Abschrift der letztwilligen Verfügung zusammen mit der Eröffnungsniederschrift vorgelegt wird. Nur wer darin als Erbe oder Testamentsvollstrecker aufgeführt ist, wird von der Bank als berechtigt angesehen, über das Bankguthaben zu verfügen. Zudem kann die Bank selbst dann an die berechtigte Person Leistungen erbringen. Ob Erben über Bankguthaben verfügen dürfen, bestimmt sich nach dem Umfang der vom verstorbenen Kontoinhaber erteilten Bankvollmacht.

## Gesetzliche Sicherung
Bankguthaben bei deutschen Kreditinstituten unterliegen mindestens der gesetzlichen Einlagensicherung und häufig darüber hinaus der freiwilligen Einlagensicherung einzelner Bankenverbände. Nach § 4 Abs. 2 Nr. 1 des Einlagensicherungs- und Anlegerentschädigungsgesetzes sind Einlagen bis zur Höhe von 100.000 € gesichert, die im Entschädigungsfall ausgezahlt werden, wenn ein Kreditinstitut nach § 5 EAEG nicht in der Lage ist, Einlagen zurückzuzahlen. Einlagen im Sinne dieses Gesetzes sind Guthaben bei Kreditinstituten, die sich aus auf einem Konto verbliebenen Beträgen im Rahmen der Geschäftstätigkeit eines Instituts und von diesem auf Grund gesetzlicher oder vertraglicher Bestimmungen zurückzuzahlen sind. Dazu zählen auch Forderungen, die das Institut durch Ausstellung einer Urkunde verbrieft hat, jedoch nicht Inhaber- und Orderschuldverschreibungen. Von dieser Bestimmung werden mithin auch Bankguthaben erfasst. Neben dieser gesetzlichen Einlagensicherung besteht bei den einzelnen Bankenverbänden noch eine zusätzliche, über diesen Betrag hinausgehende Einlagensicherung. Die Kreditinstitute sind rechtlich verpflichtet, über Art und Höhe der Einlagensicherung Auskunft zu geben, wenn ihre Kunden ein besonderes Interesse an der Nominalsicherheit einer Geldanlage offenbaren.